# Assunção de Moisés
Testamento (ou Assunção) de Moisés é um livro apócrifo, que foi escrito originalmente em hebraico ou aramaico (de 3 a.C. a 30 d.C.), com versões em grego e latim. De origem palestina e ambiente farisaico, procura narrar a história do mundo, em forma de profecia, desde Moisés até ao tempo do autor.
Foi descoberto por Antonio Ceriani na Biblioteca Ambrosiana de Milão, em meados do século XIX e publicado por ele em 1861.
O texto está em doze capítulos e diz ser secretas profecias reveladas por Moisés a Josué antes de lhe transmitir a liderança dos Israelitas.
A disputa entre o Arcanjo Miguel e Satanás (Samael) sobre o corpo de Moisés descrito neste livro, é também mencionado na epístola de Judas (1:9), embora não tenha sido atribuída a qualquer fonte específica.